# Only the Family
Only The Family, adesea prescurtat ca OTF, este un colectiv de rap din Chicago, Illinois. Grupul a fost format de rapperul Lil Durk în 2010. Majoritatea membrilor OTF sunt, de asemenea, membri ai gang-ului Black Disciples, în filiala cunoscută sub numele de Only Trey Folks. Grupul găzduiește artiști rap precum raperul King Von (decedat), Booka600, Memo600, OTF Timo, Boss Top, Doodie Lo, C3, THF Zoo, JusBlow600, Hypno Carlito, OTF Ikey, Boona, Bonnie Moe, Chief Wuk, Slimelife Shawty și Lil Mexico

## Casa de discuri
Casa de discuri OTF a făcut parte din Coke Boys (casa de discuri al lui French Montana) și, ca urmare, a adoptat porecla "OTF Coke Boys". Aceasta a făcut ca membrii OTF să apară pe următorul album Coke Boys. De atunci, casa de discuri a devenit independentă de amprenta Coke Boys și este acum semnată cu Alamo Records și Interscope Records.

## Artisti

### Actuali:
- Lil Durk
- Memo600
- Lo
- JusBlow600
- Slimelife Shawty
- Lil Mexico
- Mo Boona
- Chief Wuk
- MJ0.6
- THF Zoo
- Booka600

### Fosti:
- King Von (decedat)
- OTF NuNu (decedat)
- LA Capone (decedat)